# Lucas Horenbout

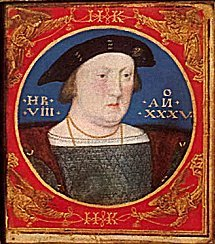
Lucas Horenbout, Ritratto miniato di Enrico VIII, 1525–26, da un documento conservato al Fitzwilliam Museum

Lucas Horenbout, spesso chiamato Hornebolte in Inghilterra (Gand, 1490–1495 – Londra, 1544), è stato un pittore e miniatore fiammingo naturalizzato inglese. Assieme alla sorella Susanna e alla figlia di Simon Bening, Levina Teerlinc, fu l'iniziatore dell'importante tradizione dei ritratti miniati in Inghilterra alla corte di Enrico VIII.

## Biografia
Nato a Gand, venne molto probabilmente formato dal padre Gerard, diventando un Maestro della locale Corporazione di San Luca nel 1512. Gerard Horenbout fu un importante illuminatore, quasi sicuramente l'anonimo Maestro di Giacomo IV di Scozia.
Non si sa se Lucas Horenbout arrivò in Inghilterra prima o dopo sua sorella Susanna e suo padre. È stato ipotizzato che il loro trasferimento fosse legato al tentativo da parte del re, o forse del cardinale Thomas Wolsey, di resuscitare la tradizione inglese dei manoscritti miniati fondando un laboratorio a Londra.
Il primo pagamento di Lucas come “autore di dipinti” (pictor maker) risale al settembre 1525. Nel 1531 venne assunto come Pittore del Re, una nomina confermata a vita nel giugno 1534, quando divenne un cittadino naturalizzato a tutti gli effetti. Gli fu donato un caseggiato a Charing Cross ed ebbe il permesso di assumere quattro dipendenti qualificati stranieri. Horenbout veniva pagato bene, sessantadue sterline e dieci scellini secondo Strong, trentatré sterline e sei scellini secondo Richard Gay. In ogni caso era più delle trenta sterline che venivano date ad un altro importante pittore di corte di Enrico VIII, Hans Holbein, al quale forse Horenbout insegnò la tecnica dei ritratti miniati. Un indizio in questo senso ce lo fornisce Karel van Mander, che nel XVII secolo cita un certo “Lucas” come maestro di Holbein. Lo storico John Rowlands però minimizza quest'ipotesi asserendo che Holbein seguisse lo stile di Jean Clouet e della scuola francese.
Lucas morì a Londra e venne seppellito alla Chiesa di Saint Martin-in-the-Fields; lasciò la moglie Margaret e la figlia Jaquemine. Margaret tre anni dopo venne pagate sessanta scellini dalla regina Caterina Parr per alcuni dipinti.

## Opere

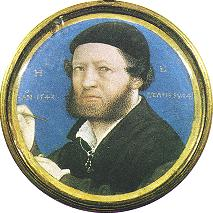
Locas Horenbout, Ritratto di Hans Holbein il Giovane, 1543. Per il viso Horenbout ha copiato un autoritratto di Holbein.

Si può dire che Lucas Horenbout sia il fondatore della scuola dei ritratti miniati inglesi, che cominciò a produrre opere d'arte improvvisamente quando egli arriva in Inghilterra, ed ebbe pochi precedenti nel Continente. Una possibile ispirazione può essere ascritta a tre miniature andate perdute, forse realizzate da Jean Clouet, spedite dalla corte francese a quella inglese.
Negli ultimi decenni ventitré ritratti miniati sono stati attribuiti a Horenbout, anche se nessuno di essi è firmato o autenticato; ad eccezione di un ritratto di Holbein, gli altri sono tutti membri della famiglia reale inglese. I dipinti di almeno quattro delle mogli di Enrico VIII sono attribuiti a lui. Molti di quelli che è stato possibile datare risalgono agli anni 1520.
Il Ritratto di Holbein (1543) è tra i suoi lavori meglio riusciti; il viso è copiato da un autoritratto disegnato da Holbein stesso. Per molto tempo questa miniatura è stata considerata un autoritratto, finché la tecnologia ha permesso di stabilire che lo stile è senza dubbio diverso da quello di Holbein data l'«assenza delle sue sottili gradazioni nell'incarnato e nel colore» e «delle sottilissime linee che sono una così palese caratteristica nel disegno dei dettagli come i bordi ricamati degli abiti in Holbein». Sono due le versioni attribuite a Horenbout, delle quali la migliore è nella Wallace Collection (l'altra è di proprietà del Duca di Buccleuch) Potrebbe essere un ritratto commemorativo, dipinto nei sei mesi di intervallo tra la morte dei due artisti.
I documenti ci dicono che realizzava anche altre opere, probabilmente dipinti su pannello, xilografie e decorazioni per le feste, ma nessuna di queste si è conservata.
A Lucas Horenbout sono state attribuite anche una serie di miniature trovate su alcuni documenti ufficiali; a queste vanno probabilmente aggiunte aggiunte alcune lettere patenti per la Christ Church, la fondazione del cardinale Thomas Wolsey ad Oxford, che sono attribuite agli Horenbout, senza specificare se si trattasse di Gerard, Lucas o Susanna.
Spesso è stata avanzata l'ipotesi che Horenbout sia l'artista a capo del cosiddetto Cast Shadow Workshop, che produsse i ritratti su tavola per la famiglia reale negli anni venti e trenta del Cinquecento,  anche se l'esistenza di tale laboratorio rimane dubbia.

## Galleria d'immagini

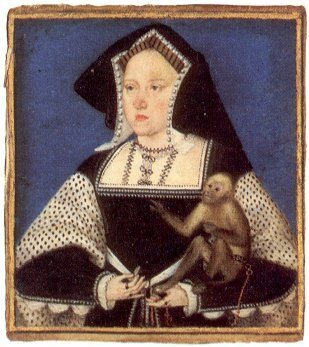
Caterina d'Aragona con una scimmia, 1525–1526
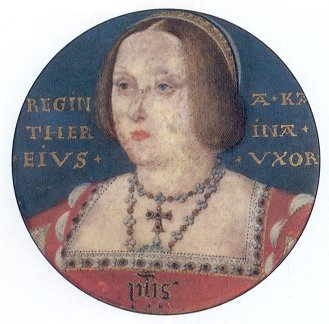
Caterina d'Aragona, 1525–1526
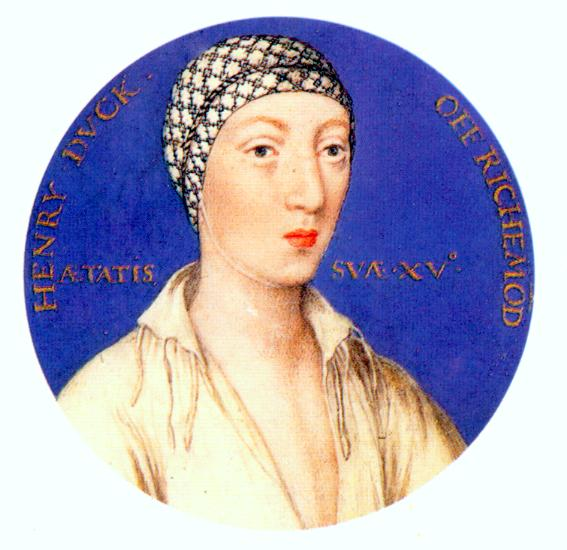
Henry FitzRoy, I duca di Richmond e Somerset, figlio illegittimo di Enrico VIII, 1534-1535
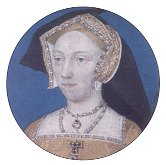
Jane Seymour, Regina d'Inghilterra nel biennio 1536–1537, 1536–1537

### Esplicative
1. ↑  Secondo Reynolds, op cit, nel 1522.
2. ↑  Il disegno agli Uffizi risulta «molto ritoccato» e non universalmente accettato come un originale di Holbein. Reynolds (1980), pp.33-39 passim

### Riferimenti
1. ↑  Strong, (1983a), p. 36.
2. ↑  Weir 2008, p. 250.
3. 1 2  Kren e McKendrick (2003), p. 412, 434.
4. ↑  Kren e McKendrick, p. 412.
5. ↑  Richard Gay and T. Kren inKren e McKendrick (2003), pp. 427–431 e passim
6. ↑  Kren e McKendrik (2003), pp. 427-428.
7. ↑  Campbell e Foister (1986), p. 721.
8. 1 2  Campbell e Foister, p. 722.
9. ↑  Strong (1983a),  p. 34.
10. 1 2 3 4 5 6 7  Gay in Kren e McKendrick, p. 434
11. ↑   Miniature Painting, su britannica.com, Encyclopædia Britannica. URL consultato il 28 luglio 2017.
12. ↑  Campbell e Foister (1986), pp. 721-722.
13. ↑  Rowlands (1985), 88–90.
14. ↑  Strong (1983a), p. 34.
15. 1 2  Reynolds (1980), p. 38.
16. ↑  Campbell e Foister (1986), pp. 721-722.
17. ↑  Campbell e Foister (1986), pp. 723-724.
18. ↑  Strong 1983a:34
19. ↑  Kren e McKendrick (2003), pp. 431-433.
20. ↑  Strong (1983a), pp. 42-44, citato anche in Kren e McKendrick (2003), p. 434